# Werner Dettloff
Werner Rainer Dettloff, OFM (* 12. Oktober 1919 in Schwientochlowitz, Provinz Oberschlesien; † 7. März 2016 in München) war ein deutscher katholischer Geistlicher, Fundamentaltheologe und Dogmatiker. Er war in München Ordinarius für Geschichte der Theologie seit dem Ausgang der Väterzeit.

## Leben
Werner Dettloff, Sohn von Matia Dettloff, geborene Schloßarzyk, und Anton Dettloff, besuchte Gymnasien in Oppeln und Neise und trat nach dem Abitur in den Franziskanerorden ein. Nach Kriegsdienst und Kriegsgefangenschaft (1940–1945) studierte er von 1946 bis 1950 Philosophie und Katholische Theologie an der Universität Graz, der Franziskanerhochschule München und an der Ludwig-Maximilians-Universität München. Nach der Promotion zum Dr. theol. 1952 war er von 1953 bis 1956 Dozent für Fundamentaltheologie an der Philosophisch-Theologischen Hochschule der Franziskaner in München und von 1956 bis 1959 Dozent für Dogmatik an der Duns-Scotus-Akademie in Mönchengladbach. Nach der Habilitation 1961 im Fach Dogmatik an der Theologischen Fakultät der Universität München wurde er 1962 außerordentlicher Professor für Geschichte des Christentums seit dem Ausgang der Väterzeit und 1963 ordentlicher Professor für Geschichte der Theologie seit dem Ausgang der Väterzeit an der LMU München. Von 1965 bis 1985 war er dort Vorstand des Martin-Grabmann-Forschungsinstituts für Mittelalterliche Theologie und Philosophie. 1983 gründete er das Bonaventura-Institut in Tokio. Er lebte in Oberwöhr in Oberbayern, blieb ledig und wurde 1985 emeritiert.

## Schriften (Auswahl)
- Die Lehre von der acceptatio divina bei Johannes Duns Scotus mit besonderer Berücksichtigung der Rechtfertigungslehre. Werl 1954, OCLC 471046232.
- Die Entwicklung der Akzeptations- und Verdienstlehre von Duns Scotus bis Luther. Mit besonderer Berücksichtigung der Franziskanertheologen (PDF; 41,6 MB). Münster 1963, OCLC 490277360.
- als Hrsg.: Romano Guardini: Systembildende Elemente in der Theologie Bonaventuras. Die Lehren vom lumen mentis, von der gradatio entium und der influentia sensus et motus. Leiden 1964, OCLC 807028451.
- als Hrsg. mit Leo Scheffczyk und Richard Heinzmann: Wahrheit und Verkündigung. Michael Schmaus zum 70. Geburtstag. Paderborn 1967, OCLC 905663926.